# Ciclismo nos Jogos Olímpicos de Verão de 2016 - Cross-country feminino
A prova de cross-country feminino do ciclismo nos Jogos Olímpicos de Verão de 2016 foi disputada no dia 20 de agosto  no Centro de Mountain Bike.

## Calendário
Horário local (UTC-3)
| Dia          | Horário | Fase  |
| ------------ | ------- | ----- |
| 20 de agosto | 12:30   | Final |

## Medalhistas
| Ouro   | SWE Jenny Rissveds    |
| Prata  | POL Maja Włoszczowska |
| Bronze | CAN Catharine Pendrel |

## Resultados
| Pos.              | No. | Ciclista               | CON                 | Ranking UCI | Tempo      |
| ----------------- | --- | ---------------------- | ------------------- | ----------- | ---------- |
| Medalha de ouro   | 7   | Jenny Rissveds         | SWE Suécia          | 6           | 1h 30' 15" |
| Medalha de prata  | 5   | Maja Włoszczowska      | POL Polônia         | 4           | 1h 30' 52" |
| Medalha de bronze | 10  | Catharine Pendrel      | CAN Canadá          | 9           | 1h 31' 41" |
| 4                 | 9   | Emily Batty            | CAN Canadá          | 8           | 1h 31' 43" |
| 5                 | 16  | Kateřina Nash          | CZE República Checa | 17          | 1h 32' 25" |
| 6                 | 4   | Jolanda Neff           | SUI Suíça           | 3           | 1h 32' 43" |
| 7                 | 22  | Lea Davison            | USA Estados Unidos  | 27          | 1h 33' 27" |
| 8                 | 8   | Linda Indergand        | SUI Suíça           | 7           | 1h 33' 27" |
| 9                 | 6   | Yana Belomoyna         | UKR Ucrânia         | 5           | 1h 33' 28" |
| 10                | 13  | Gunn-Rita Dahle Flesjå | NOR Noruega         | 13          | 1h 33' 34" |
| 11                | 2   | Annika Langvad         | DEN Dinamarca       | 1           | 1h 33' 48" |
| 12                | 19  | Helen Grobert          | GER Alemanha        | 23          | 1h 34' 08" |
| 13                | 18  | Tanja Žakelj           | SLO Eslovênia       | 21          | 1h 35' 17" |
| 14                | 23  | Chloe Woodruff         | USA Estados Unidos  | 29          | 1h 36' 17" |
| 15                | 20  | Anne Terpstra          | NED Países Baixos   | 24          | 1h 36' 33" |
| 16                | 14  | Daniela Campuzano      | MEX México          | 15          | 1h 36' 33" |
| 17                | 25  | Irina Kalentieva       | RUS Rússia          | 33          | 1h 36' 54" |
| 18                | 21  | Eva Lechner            | ITA Itália          | 26          | 1h 38' 45" |
| 19                | 3   | Sabine Spitz           | GER Alemanha        | 2           | 1h 39' 16" |
| 20                | 11  | Raiza Goulão           | BRA Brasil          | 10          | 1h 39' 21" |
| 21                | 17  | Githa Michiels         | BEL Bélgica         | 18          | 1h 40' 23" |
| 22                | 24  | Iryna Popova           | UKR Ucrânia         | 30          | 1h 41' 29" |
| 23                | 26  | Perrine Clauzel        | FRA França          | 37          | 1h 42' 23" |
| 24                | 31  | Yao Ping               | CHN China           | 478         | 1h 43' 20" |
| —                 | 12  | Rebecca Henderson      | AUS Austrália       | 11          | LAP        |
| —                 | 29  | Michelle Vorster       | NAM Namíbia         | 96          | LAP        |
| —                 | 15  | Jovana Crnogorac       | SRB Sérvia          | 16          | LAP        |
| —                 | 30  | Francelina Cabral      | TLS Timor-Leste     | 325         | LAP        |
| —                 | 28  | Pauline Ferrand-Prévot | FRA França          | 83          | DNF        |